# 대관구
대관구(라틴어: praefectura praetorio; 그리스어로 다양하게 고대 그리스어: ἐπαρχότης τῶν πραιτωρίωνv 또는 ὑπαρχία τῶν πραιτωρίων라고 이름을 가짐)는 로마 제국 후기의 가장 큰 행정 구역이었으며, 중급 교구와 하급 속주보다 상위에 위치하고 있었다.